# Međunarodna smotra folklora u Zagrebu
Međunarodna smotra folklora Zagreb (skr. MSF) godišnji je međunarodni folklorni festival u Zagrebu, manifestacija izvornog folklora i folklornog amaterizma posvećena njegovanju i prikazivanju zavičajne baštine. 
Ministarstvo kulture i Grad Zagreb proglasili su 2014. Međunarodnu smotru folklora Zagreb festivalskom priredbom od nacionalnog značenja.
Ovogodišnje, 59. izdanje održat će se od 16. do 20. srpnja 2025.

## Povijest
Održava se u Zagrebu od 1966. godine, sljednica je smotri hrvatske seljačke kulture koje je 1930-ih godina održavala Seljačka Sloga, predstavlja i promiče baštinjene vrijednosti svih naroda i kultura i pridonosi nastojanjima očuvanja kulturne raznolikosti u globaliziranu svijetu. Programe Smotre osmišljavaju stručnjaci, etnolozi i folkloristi, koji su u stalnom dodiru sa suvremenim životom tih pojava i njihovim nositeljima, etnološka i folkloristička struka pridonosi očuvanju hrvatske tradicijske kulture kao baštine.
Smotra pomaže promicanju i čuvanju bogatstva i raznolikosti folklornog nasljeđa (glazbe, poezije, plesova, običaja i nošnji) te pridonosi očuvanju i iskazivanju višestrukih identiteta, nacionalnih i lokalnih.
Dugogodišnji organizator Smotre je Koncertna direkcija Zagreb.
Izdanja
| izdanje | vrijeme                 | tema                                                                          |
| ------- | ----------------------- | ----------------------------------------------------------------------------- |
| 58.     | 17. do 21. srpnja 2024. | UNESCO-ovi kulturni prostori – Šokadijo lipa i bogata                         |
| 59.     | 16. do 20. srpnja 2025. | Tradicijska kultura i identiteti – uz 1100. obljetnicu Hrvatskoga Kraljevstva |

## Galerija

### 2024.
- Slavonci u nošnji

## Vanjske poveznice
- Službene mrežne stranice